# Exoneura maculata
Exoneura maculata är en biart som beskrevs av Rayment 1935. Exoneura maculata ingår i släktet Exoneura och familjen långtungebin. Inga underarter finns listade i Catalogue of Life.